# 海水

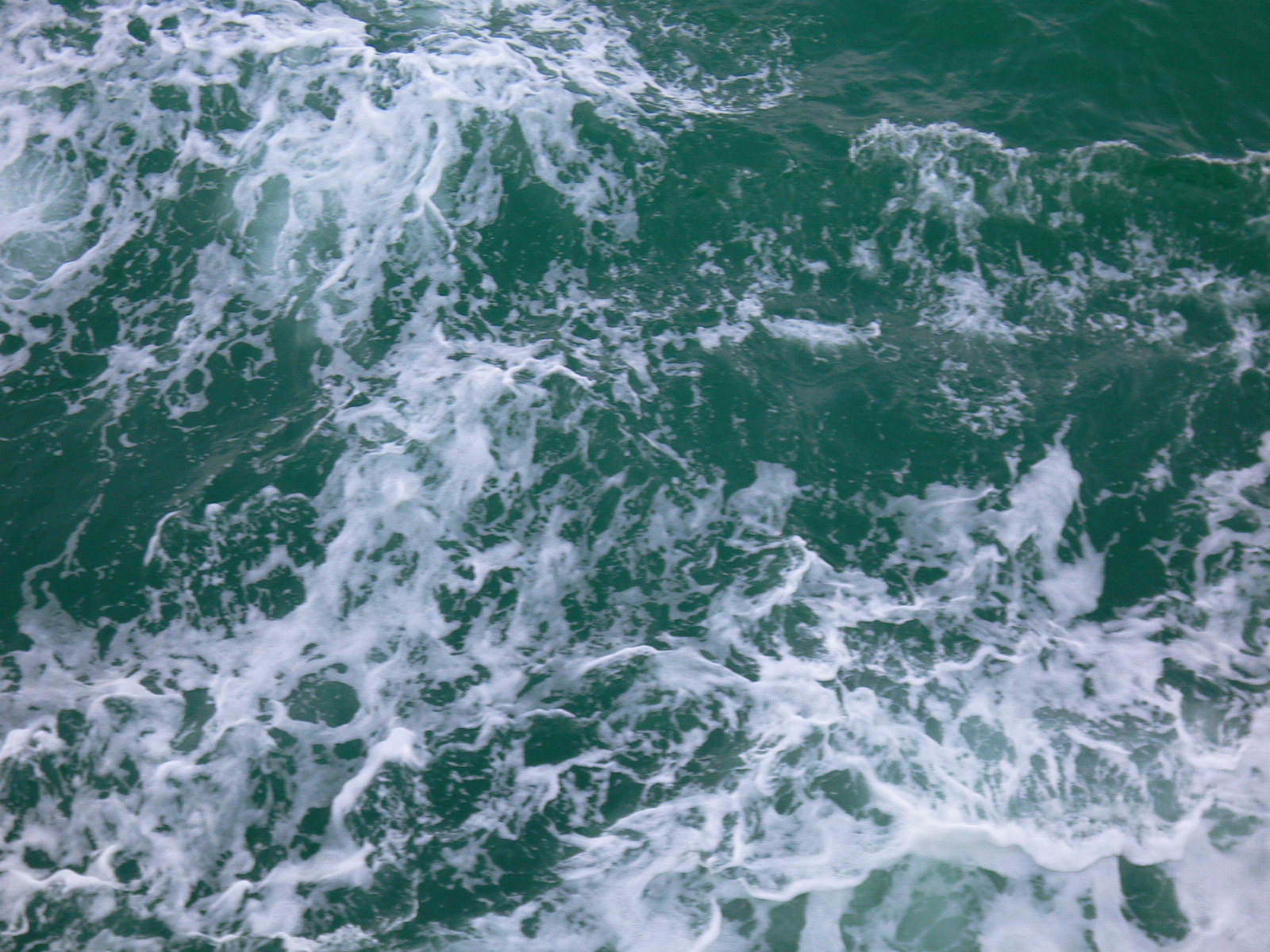
位于马六甲海峽的海水

海水即是海洋內的咸水，佔據地球水體的97%，一公升海水有約35公克的鹽溶於其中，還有少量的微量元素。海水是複雜的溶液，並且會隨著時間變動，例如地球早期的海水是酸性的，而非現在因為融入大量鹽類物質而呈現的鹼性，但近代以來人類活動使海水水質出現過度變動，例如海洋酸化等問題，威脅著海洋生態系統的未來。

## 成分

该图显示了海水中各种盐离子的浓度。海盐由下列离子成分构成Cl^{−}55%，Na^{+}30.6%，SO_{4}^{2−}7.7%，Mg^{2+}3.7%，Ca^{2+}1.2%，K^{+}1.1%，其它0.7%。注意这个图表是依照各成分的重量比而不是体积比做出的。

已被发现海水化学物质及元素有92种，其中12种（氯、钠、镁、碘、硫、钙、钾、溴、锶、硼、碳、氟）占海水溶解物质总量的99.8%，其它含量甚微；目前可以从海水中提取60多种化学物质。
世界海水的盐度大约为35psu（35‰），这意味着平均每一升海水中就含有35克的盐（大部分是氯化钠）溶解其中。高于人体溶质度级别（現代生物的體液類似遠古海洋的濃度，大約為0.9%），非直接饮用水来源。

### 有机物
海水有机物由海洋生物代谢、死亡过程产生，或者是陆地上生物活动生成并由大气和河流带进海洋。这些有机物最终大部分变成二氧化碳，被浮游植物吸收，经过光合作用变成有机碳，形成循环；小部分沉入海底，进入海洋沉积。

### 微量元素
- 海洋生物所需的元素取自海水。碳、钾、硫等元素，含量很大；氮、磷、硅等元素，仅能满足生物的需要，又是生物必需的（营养元素）。浮游生物通过光合作用，吸收营养元素，放出氧；残骸的分解消耗氧，释放营养元素。一些元素，铜、镉在海水中的分布，与氮、磷相似，钡、锌、铬的分布与硅相似等。
- 悬浮在海水中的粘土矿物、鐵、锰的氧化物、腐殖质等颗粒在下沉中，大量吸附海水中各种微量元素，将它们带到海底，进入沉积物中。
- 有几种微量元素在表层海水中浓度高，在深层浓度低。如表层海水中铅主要来自大气，浓度最大，在1000米以下的海水中，浓度迅速降低；还有氚、氡蜕变的铅-210等。
- 海底地壳内部的热液，常通过地壳裂缝注入深层海中，形成海底热泉，含大量微量元素，使附近深海区的海水组成变化。如1965年，红海裂缝区200米深的海水中，出现热盐水，最深处温度达59.2℃，微量元素的组成有很大变化；东太平洋的加拉帕戈斯裂缝，有海底热泉喷射，向海水输送了大量元素，海水中溶解态锰的总量，明显随深度增加。
- 海洋沉积物间隙水中，钡、锰、铜等的浓度高于上覆海水。这些微量元素从间隙水向上覆水中扩散。即便在远离海底热泉的深层海域，这些元素的浓度随深度增加。

## 性质

### 温度
海水吸收来自太阳短波辐射和大气长波辐射，或以暖流带来的热量；海水以海面辐射和蒸发放出热量，在寒流经过的海域，带走的能量也相当可观。海水的温度还随著深度而变动，一般热带地区表面温度约在28度，五到十米以上的深度温度降至约20度，深海终年仅保持在5度的低温。

### 冰点
海水结冰的温度，随着海水的盐度增加而降低；海水密度随着温度增高而降低、盐度增加而增加，所以密度最大的海水温度最低，盐度最大；在海水盐度为24.695时，海水冰点与海水密度最大时的温度一致，均为-1.33℃。

### 密度
海水的密度與純水不同。然而，海洋的鹽份把冰點降低了約2°C並把水最大密度的溫度降至冰點。那就是為何當海水向着冰點冷卻時，裏面的下向冷水流不被膨脹所擋掉的原因。海洋中水溫在冰點附近的冷水繼續下沉。故此，任何試圖在像北冰洋這樣的冷水底下生存的生物，冬季普遍居住水溫比表面結冰的淡水河、湖要再低4℃。
隨着鹽水表面開始結冰（當處於平均海水的3.5‰鹽度時，冰點為-1.9 oC），所形成的冰實際上不含鹽分，且密度與淡水冰相若。這種冰會浮在水上，且被“凍出來”的鹽分會增加水的鹽度而使得此时海水的密度比正常海水稍高，這個作用被稱為“鹽水棄置”。這密度較高的鹽水會因對流而沉下，而補上的鹹水亦受此作用影響。這作用為表面提供了-1.9℃淡水冰。成形中的冰下鹹水增加的密度，是它向底下沉的原因。

### 透明度
海水的透明度主要取决于海水中悬浮物大小、数量和地理位置。大洋中悬浮物少，透明度为50～60米；近岸海水悬浮物比较多，透明度为10～30米；河口水中含有大量泥沙，透明度为1～2米。

### 颜色
大洋、近海的海色差别明显。清洁的大洋水，悬浮颗粒少，粒径小，分子散射起主要作用。水分子、溶解物质的粒子、粒径远小于光波波长的悬浮物粒子，散射系数与波长的4次方成反比，波长愈短，散射愈强，大洋颜色为深蓝色，峰值波长约为470纳米。近海水中含较多的悬浮物质，粒径远大于光波波长，散射系数与波长无关。近岸水中不同的溶解物质，光谱吸收、散射特征不同。水中悬浮物、溶解物质、海水本身的光谱散射吸收作用，使海面向上的光谱峰值达500纳米以上；近海颜色为蓝绿色至黄褐色。
此外，海洋中的多种颜色的浮游生物，在某海区大量繁殖，影响了颜色。在近岸、河口区有大量悬浮泥沙，使海色变黄。当某种海藻急剧繁殖，可发生赤潮。

## 蒸发
海水蒸发从海洋吸收了热量，大气获得了海洋所损失的热量。海面蒸发是决定海-气界面的水分、热量、盐度平衡的主要因素。
在邻接水面的空气中，水汽未达饱和状态，海水不断蒸发。饱和水汽压随温度升高迅速增大，气温愈高，空气能容纳更多的水汽。已被水汽饱和了的空气，当流经较暖的海面时，因接触海水升温，就处于不饱和状态，有利于海水蒸发；相反，当暖空气流经冷水面时，遇冷呈过饱和状态，一部分水汽凝结成雾，不利于海水蒸发。
赤道海区的空气湿度高，海风较弱，蒸发量最小；副热带的暖海面上，有较干燥的空气平流，蒸发量最大；高纬度地区温度低，饱和水汽压小，空气容纳水汽能力低，蒸发量小。世界大洋的年均蒸发量为1米。大洋西侧蒸发量高于东侧，在极向暖流输运区更加突出，例如湾流区的年蒸发量最高达3米，黑潮区为2.3米。渤海、黄海、东海的年均蒸发量大于1.25米，从东南向西北降低。